# Gilabert de Pròixida i de Centelles
Gilabert de Pròixida —Próixita o Pròixita— i de Centelles (València, ? – Gènova, 1405) fou un poeta valencià.

## Vida
Fill de Nicolau de Pròixida i d'Elvira de Centelles, fou membre d'una família alta noblesa valenciana provinent de l'illa de Procida, una petita illa al golf de Nàpols. Els seus avantpassats van donar suport a Pere el Gran durant la conquesta de Sicília, i algun dels seus avantpassats com Joan de Pròixida va donar suport a la revolta dels sicilians contra el rei francès Carles d'Anjou. Joan va adquirir molta fama per aquest fet i el seu fill ja va ser el primer de la família de viure al Regne de València. Gilabert és el besnet de Joan de Pròixida i, per tant, la quarta generació de Pròixides a València. Gilabert de Pròixida es casà amb Bernardona de Valleriola, amb qui tingué la seva filla Joana.

### Campanya de Sicília i Sardenya
El 1392 està documentada la participació de Gilabert i els seus germans Elf i Tomàs a l'expedició a Sicília de l'infant Martí, el futur rei Martí l'Humà, i el seu fill Martí el Jove. El 1395 tornen a aparèixer en l'expedició que Joan I el Caçador envià a Sardenya i Sicília, mort de Tomàs.

### Bandositats del Regne de València
Tant Gilabert com altres membres de la seva família van participar en les bandositats valencianes a favor dels Centelles i en contra dels Vilaragut. El 2 de maig de 1396 ell, el seu germà Tomàs i altres cavallers van ser expulsats de València pels jurats de la ciutat. L'11 de desembre de 1398, més de dos anys més tard i en el marc d'aquestes guerres entre nobles, els del bàndol dels Centelles (entre els quals Gilabert) es van presentar armats a la plaça de les corts amb l'objectiu d'assaltar la casa d'Arnau de Conques; tot i això, es pogué convèncer-los de retirar-se i signar la treva. L'any següent, el 24 d'octubre de 1399 es va detenir Gilabert i altres cavallers per negar-se a abandonar la ciutat i el 22 d'octubre de 1404 Maria de Luna demanà a diversos cavallers dels Centelles, entre els quals Gilabert de Pròixida, que abandonessin el conflicte. En cas de no ser així, els enviava a l'exili forçat a Sardenya.

### Al servei de Joan el Caçador i Martí l'Humà
Gilabert de Pròixida ja tenia familiars a la cort de Joan el Caçador, com la seva germana Joana (casada amb el noble empordanès Guerau Galceran de Rocabertí) que era dama d'honor de la reina Violant de Bar o el seu germà Tomàs que fou patge reial.
En temps de Joan I el Caçador, Pròixida va exercir el càrrec de talladorer, és a dir, l'encarregat de proveir els plats on se servia carn o peix (talladors). Aquest càrrec, reservat només a fills de cavallers, era de gran honor i està documentat en les Ordinacions de Pere el Cerimoniós. Després de la mort de Joan I, es mantingué al servei del nou rei Martí I l'Humà com a cambrer.
Sembla que hauria estat adobat cavaller entre 1393 i 1398, atès que en una carta del 1r de juliol de 1398 destinada al nou rei Martí I, Pròixida hi apareix referit com a militem.

### Mort
Gilabert de Pròxida morí a Gènova el 4 de desembre de 1405 al servei del Papa Benet XIII. Pel que sembla, el cavaller valencià es trobava a la península Itàlica per arribar a Roma en una expedició per forçar una entrevista amb el Papa Innocenci VII, successor de Bonifaci IX, en el context del Cisma d'Occident. L'expedició no va arribar a bon port a causa de les guerres toscanes que impedien el pas cap a Roma, juntament amb la ruïna de les arques papals i l'epidèmia de disenteria (o de pesta) que va assotar Gènova i que possiblement posaria fi a la vida de Gilabert de Pròxida. El poeta seria enterrat a la capella familiar de Sant Honorat del convent de Sant Domènec de València. Després de la mort del poeta, el 1408 la seva vídua es casà amb Ramon de Centelles en segones núpcies, un cosí germà del poeta.

## Obra
De Gilabert de Pròixida conservem 21 poesies d'amor subjectives i intemporals, de les quals 5 són esparses i s'han conservat totes al Cançoner Vega-Aguiló, de la Biblioteca de Catalunya. Aquestes poesies segueixen l'estil i els tòpics dels trobadors, amb els quals se sent plenament identificat. Insisteix en la seva condició de cavaller, fins i tot oposant l'orgull a la humilitat del poeta; així, per exemple, diu: «ez orgullós me'n vau dreit a la mort». Trenca, doncs, d'alguna manera, l'esquema trobadoresc amb afirmacions de la seva pròpia personalitat.
La seva actitud poètica és tractar la passió d'amor: totes les poesies parlen d'amor com una experiència subjectiva, no teoritza, ni moralitza ni especula. La seva experiència d'amor és total i el transporta a l'èxtasi. El seu objecte d'amor és una dama amagada sota el senyal de «Dona sens par», que és una «belle dame sans merci», amb el qual no aconsegueix mai la joia d'amor. Ell se sent orgullós d'estar enamorat perquè és una virtut que l'eleva vitalment. Insisteix en el vassallatge i servei d'amor seguint la tradició i el seu estatus de poeta. La crueltat de la dama hi és, però no s'hi rebel·la perquè se sent a gust estant enamorat. És un món tancat, no hi ha gaire per dir, però aconsegueix uns molt bons resultats. No hi ha ornamentació retòrica, per això tria la balada francesa, de tres estrofes de vers llarg que repeteix l'últim vers a cada estrofa. Podem dir que és un poeta del trobar leu, amb un treball literari basat en versos lapidaris i la imatgeria tòpica de la tradició.
Pel contingut, les actituds literàries i el temps en què escriu és un poeta que segueix els mateixos corrents que Andreu Febrer i Jordi de Sant Jordi.
Sense deixar la tradició trobadoresca i molt influït pels estàndards del Consistori de Tolosa, Pròixida va escriure en occità i sembla que va participar en el Consistori de Barcelona que va promoure els Jocs Florals l'any 1393.